# .im
‎.im‏ دامنه اینترنتی اختصاص داده شده به جزیره مان (به انگلیسی: Isle of Man) است.